# Второстепенные персонажи комедии «Горе от ума»
Второстепенные персонажи комедии «Горе от ума» — персонажи комедии Грибоедова «Горе от ума», не являющиеся главными действующими лицами. Многие из этих персонажей имеют значительную роль в композиции комедии. Почти все второстепенные персонажи комедии сводятся к трём типам: «Фамусовы, кандидаты в Фамусовы и Фамусовы-неудачники» (О. Миллер).

## Горичи
Молодая дама Наталья Дмитриевна и её муж Платон Михайлович. Оба старые знакомые Чацкого, что становится известным в 5 явлении третьего действия. Горичей Грибоедов изображает, иронически улыбаясь.

Чацкий

Моложе вы, свежее стали; 

Огонь, румянец, смех, игра во всех чертах. 

Наталья Дмитриевна 

Я замужем. 

Чацкий 

Давно бы вы сказали!

Наталья Дмитриевна Горич — молодая женщина, дворянка, жена Платона Михайловича. Она хороша собой, полна, свежа и с тонким голоском. Она обожает присутствовать на светских вечерах и балах, вероятно, именно там она и познакомилась с Чацким. Платон не разделяет интересов жены, но терпеливо ездит с ней на мероприятия. Наталья опекает своего мужа как сына и держит его в «ежовых рукавицах».

## Тугоуховские
Тугоуховские приезжают на бал к Фамусову одними из первых. Они супруги, и приехали сюда главным образом для поиска богатых женихов для своих дочерей. В их поле зрения попадает и Чацкий, но так как тот не богат, они быстро теряют к Чацкому интерес. Князь Тугоуховский, следуя логике фамилии, глух. Почти все его реплики — междометия. Он подкаблучник, ни в чём не ослушивается жену. Княгиня отличается злым нравом и язвительностью.

## Хрюмины

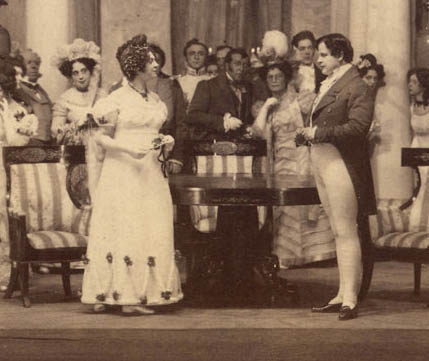
Наталья Дмитриевна — Александра Яблочкина, Хлестова — Мария Ермолова, Фамусов — Константин Рыбаков, графиня-внучка — Елена Лешковская, Чацкий — Пров Садовский, «Горе от ума», 1911

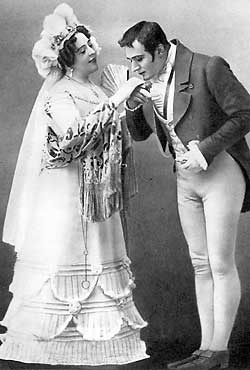
Наталья Дмитриевна — Александра Яблочкина, Чацкий — Михаил Ленин, «Горе от ума», 1909—1910

Графини Хрюмины: бабушка и внучка. Внучка — злая старая дева. На её едкие замечания Чацкий отвечает не менее резко. Её он сравнивает с французскими модистками.

## Загорецкий
Особое место в комедии занимают Репетилов и Загорецкий. Критики относят их к второстепенным героям, но они не ярые защитники Чацкого, явным образом они ничего плохого ему не делают, но именно их «молчаливое согласие» решает важные вопросы в жизни других людей. Загорецкий представляется автором как завсегдатай гостиных и столовых, «лгунишка, картёжник и вор».
| Платон Михаилович (о Загорецком) …рекомендую! Как эдаких людей учтивее зовут? Нежнее? — человек он светский, Отъявленный мошенник, плут: Антон Антоныч Загорецкий. |

Тугоуховские, Хрюмины, Загорецкий — сатира на московское общество тех времен.

## Репетилов

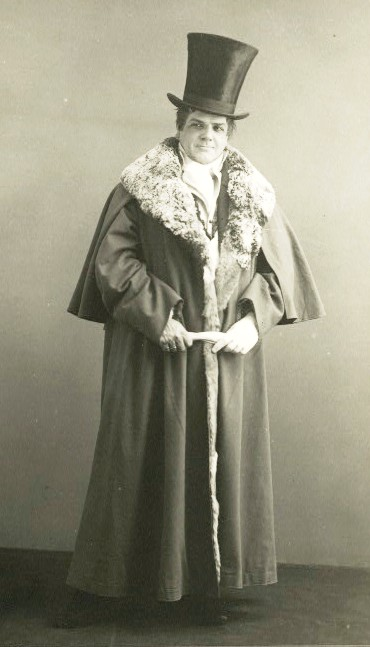
Василий Лужский в роли Репетилова, 1915

Репетилов появляется в комедии в четвёртом действии в качестве гостя на балу у Фамусова. Появляется последним: он приезжает на бал, когда уже все гости разъезжаются по домам. Репетилов сам себе даёт яркую характеристику: «Я жалок, я смешон, я неуч, я дурак» (IV, 4). Он пустой болтун и не может быть другом Чацкого, так как сам принадлежит больше к фамусовскому обществу. Он получает «говорящую» фамилию, образованную от латинского глагола repetere, что значит «повторять». Репетилов болтает, бездумно перескакивая с одной темы на другую. Далее он откровенничает, рассказывая о своей жизни, и тем самым разоблачает сам себя: он, как и все вокруг, мечтал о карьере, но вместо того, чтобы честно служить, выбрал более лёгкий путь — задумал породниться с большим человеком, почти министром. Здесь он преуспел — женился на дочери важного чиновника, но тесть, боясь упрёков в семейственности, не стал помогать Репетилову в карьерном росте. В отставке Репетилов, как и Фамусов, отдаётся развлечениям (обедам, балам, картам), — правда, ещё с большим энтузиазмом.
«Сам бредил целый век обедом или балом!

Об детях забывал! Обманывал жену!

Играл! проигрывал! в опеку взят указом.

Танцовщицу держал! и не одну: Трёх разом!

Пил мёртвую! не спал ночей по девяти! (IV, 4)»

Репетилов также относится к московским «болтунам-либералам», то есть к тем, кто много говорит про то, как в стране плохо, придирается, но на деле ничего не делает. Он подробно описывает собрания клуба, в которых принимает участие, и на которых, кстати, ни он, ни другие члены клуба ничего не делают.
«И вместе, глядь, водевильчик слепят,

Другие шестеро на музыку кладут,

Другие хлопают, когда его дают. (IV, 3)»

Он является своеобразным «кривым зеркалом» Чацкого. Болтовня Репетилова подчёркивает серьёзность Чацкого, но в то же время эти два персонажа похожи: Репетилов трещит без умолку обо всём на свете, а Чацкий высказывает свои «передовые убеждения» перед Фамусовым, Скалозубом и т. п. Понятно, что умную проповедь главного героя в доме Фамусова никто не услышит.
Автор подчеркивает, что Репетилов способен лишь повторять на словах высокие идеи декабристов, не вникая в их истинный смысл. Он становится центральной фигурой четвёртого действия. Около него останавливаются разъезжающиеся с бала гости, начиная с Чацкого, и из разговоров гостей с Репетиловым до него доходит сплетня о сумасшествии.
Прототипом Репетилова был знакомый и сослуживец Грибоедова по Иркутскому гусарскому полку, Николай Александрович Шатилов (22.01.1788 — 09.11.1841), известный московский остряк, зять (муж сестры) композитора А. А. Алябьева.

## Петрушка
Слуга в доме Фамусова. К нему обращается Фамусов со словами, ставшими крылатыми:

Читай не так, как пономарь,

А с чувством, с толком, с расстановкой.

Также Петрушку в комедии упоминает служанка Лиза:

А я… одна лишь я любви до смерти трушу. -

А как не полюбить буфетчика Петрушу!